# Zombie (песня)
«Zombie» — песня-протест ирландской рок-группы The Cranberries, вышла в рамках альбома No Need to Argue в 1994 году. Является одной из самых популярных песен группы. Занимала высшую ступень в национальных музыкальных чартах Австралии, Франции, Германии, Бельгии.
В 1993 году в британском городе Уоррингтон (Англия) прозвучали два взрыва от заложенных бомб. Теракты организовали боевики ИРА (Ирландской республиканской армии). В результате акции были убиты два мальчика, Джонатан Болл и Тим Пэрри, и пострадали другие люди. Песня была написана в ответ на смерть этих двух мальчиков.
Строчка «It’s the same old theme since 1916» («Это та же старая история со времён 1916 года») подразумевает Пасхальное восстание, поднятое в 1916 году с целью обретения независимости Ирландией.
В 1994 году на песню снят клип, в котором использованы кадры стрельбы британского патруля в Северной Ирландии. Режиссёр клипа Сэмюэль Бейер.

## Композиция
Основные аккорды песни были написаны во время тура по Великобритании, где Долорес О’Риордан застала теракт в Уоррингтоне, который стал мотивом написания песни. По словам Долорес, текст был написан по возвращении в Лимерик, Ирландия, однажды ночью, когда она осталась наедине с гитарой.

В то время, когда была написана «Zombie», мы были в туре по Великобритании. Это было перед мирным договором, и проблем было немало. Тогда много бомб оказывалось в Лондоне и я помню тот момент, когда ребёнок был убит бомбой, подброшенной в мусорную корзину, вот почему в песне есть строка «A child was slowly taken» («Ребёнка забрали»).
Мы ехали в автобусе, я была недалеко от места, где это случилось, и это сильно меня потрясло — я была совсем молодая, но помню опустошение из-за того, что невинных детей втягивают в эти вещи. Полагаю, почему я сказала «It’s not me» («Это не я») — потому, что хотя я ирландка, это не я, я не делала этого. Из-за того, что вы ирландец, было очень тяжело, особенно здесь, в Великобритании, где такое напряжение. Сейчас всё изменилось. Если вы расскажете подростку, как было раньше, он может вам не поверить, хотя прошло не так много времени.

Я творю на основе разных жизненных переживаний: рождение, смерть, война, боль, депрессия, гнев, грусть. Ещё я одержима смертностью. У меня биполярное расстройство, я борюсь с перепадами настроения — перехожу из одной крайности в другую. Но думаю, не имеет значения, в каком состоянии была написана «Zombie», потому, что это было такое значительное событие — о нём писали во всех газетах. Я только помню, что будучи молодой, энергичной, без ограничений и забот, я просто писала, что думаю.(…)— Долорес О'Риордан, «Как я написала Zombie», журнал Songwriting Magazine.
После записи музыкальной композиции с продюсером Стивеном Стритом, Долорес нашла её «захватывающей», но не ожидала такого успеха песни.
Как заглавный сингл альбома No Need to Argue, «Zombie» обозначила отход от прежнего звучания и значения, совершив агрессивный поворот в сторону политики от таких песен, как «Linger» и «Dreams». Долорес вспоминает: «Песни, написанные в дороге, более живые. Думаю, поэтому появилась „Zombie“. Первый альбом был более ручным и сдержанным, затем мы стали играть сильнее. Теперь мы стали писать более рок-н-ролльные песни».
Песня постоянно исполнялась на концертах The Cranberries, часто выступая в качестве заключительного номера сета. Также группа совместно с Ирландским камерным оркестром Лимерика записала акустическую версию «Zombie» для альбома Something Else.
Колин Пэрри, oтец одного из погибших в результате теракта в Уоррингтоне мальчиков, отдал дань памяти Долорес О’Риордан.

## Видео
Видеоклип «Zombie» был выпущен в октябре 1994 года, режиссёр Samuel Bayer, продюсер Doug Friedman и H.S.I. Productions.
Видео снималось в Белфасте, Северная Ирландия, во время Смуты. В сюжет входят сцены исполнения композиции The Cranberries, чёрно-белые съёмки играющих в войну детей на улицах города, патрулируемого британскими военными. В кадр попадают граффити на улицах Белфаста с символикой UFF, UVF, UDA, IRA, а также с портретами и именами людей, погибших в беспорядках. Долорес О’Риордан исполняет песню в золотом макияже и золотом платье, стоя перед крестом в окружении группы детей, покрытых серебром. По словам Долорес, макияж был её идеей и имеет абстрактный смысл, а крест является метафорой боли и добавляет оттенок религиозности. Долорес также отмечает, что сцены, снятые на улицах, не являются постановочными.

Я помню поездку в Белфаст, где мы снимали, я ходил с камерой по городу, который всё ещё был в осаде, и однажды солдат навёл на меня ствол. Это было место, где мне действительно не стоило находиться, но я попробовал погрузить себя в то, что называется ирландская идентичность. Кровь и душа, история и боль — вот о чём эта песня.— Samuel Bayer, режиссёр видео «Zombie»
В апреле 2020 года количество просмотров видео преодолело отметку в 1 миллиард, тем самым сделав The Cranberries первой ирландской группой, чей клип достиг такого количества просмотров. В октябре 2019 года было объявлено, что после достижения одного миллиарда просмотров лейблы Island Records и Universal Music Group планируют выпустить новую отмонтированную версию видео в формате 4К.

### Запрет ВВС
В Великобритании песня достигла 14 позиции в чартах, её успеху, возможно, помешал запрет BBC. Сцены беспорядков, снятые в Белфасте, с участием детей, играющих в войну на улице, вызвали протест BBC и национальной телерадиокомпании Ирландии RTE. Вместо оригинальной версии они показывали отредактированную версию видео, включающую материалы, от которых музыканты отказались. «Мы сказали, что это полная чепуха, и знали, что ведём проигранную битву. Это просто глупо», — сказал гитарист группы Ноэл Хоган по этому поводу.

## Чарты

### Еженедельные чарты
| Чарт (1994—1995)                    | Высшая позиция |
| ----------------------------------- | -------------- |
| Австралия (ARIA)                    | 1              |
| Австрия (Ö3 Austria Top 40)         | 2              |
| Бельгия/Фландрия (Ultratop 50)      | 1              |
| Бельгия/Валлония (Ultratop 50)      | 1              |
| Канада (RPM Top Singles)            | 19             |
| Дания (IFPI)                        | 1              |
| Европа (Eurochart Hot 100)          | 2              |
| Франция (SNEP)                      | 1              |
| Германия (GfK)                      | 1              |
| Исландия (Íslenski Listinn Topp 40) | 1              |
| Ирландия (IRMA)                     | 3              |
| Нидерланды (Dutch Top 40)           | 2              |
| Нидерланды (Single Top 100)         | 3              |
| Новая Зеландия (Recorded Music NZ)  | 5              |
| Норвегия (VG-lista)                 | 2              |
| Польша (LP3)                        | 1              |
| Шотландия (OCC Scotland)            | 9              |
| Швеция (Sverigetopplistan)          | 2              |
| Швейцария (Schweizer Hitparade)     | 2              |
| Великобритания (OCC UK Singles)     | 14             |
| США (Billboard Radio Songs)         | 22             |
| США (Billboard Alternative Airplay) | 1              |
| США (Billboard Mainstream Rock)     | 32             |
| США (Billboard Pop Airplay)         | 18             |
| Зимбабве (ZIMA)                     | 1              |

| Чарт (2011)    | Высшая позиция |
| -------------- | -------------- |
| Франция (SNEP) | 75             |

| Чарт (2012)                 | Высшая позиция |
| --------------------------- | -------------- |
| Австрия (Ö3 Austria Top 40) | 55             |
| Франция (SNEP)              | 95             |

| Чарт (2013)                 | Высшая позиция |
| --------------------------- | -------------- |
| Австрия (Ö3 Austria Top 40) | 60             |
| Франция (SNEP)              | 66             |

| Чарт (2014)    | Высшая позиция |
| -------------- | -------------- |
| Франция (SNEP) | 169            |

| Чарт (2017)    | Высшая позиция |
| -------------- | -------------- |
| Франция (SNEP) | 135            |

| Чарт (2018)                                  | Высшая позиция |
| -------------------------------------------- | -------------- |
| Австрия (Ö3 Austria Top 40)                  | 69             |
| Канада (Billboard Canadian Hot 100)          | 37             |
| Франция (SNEP)                               | 3              |
| Венгрия (Single Top 40)                      | 29             |
| Ирландия (IRMA)                              | 11             |
| Италия (FIMI)                                | 19             |
| Шотландия (OCC Scotland)                     | 10             |
| Испания (PROMUSICAE)                         | 6              |
| Швейцария (Schweizer Hitparade)              | 20             |
| Великобритания (OCC UK Singles)              | 45             |
| США (Billboard Digital Song Sales)           | 13             |
| США (Billboard Hot Rock & Alternative Songs) | 5              |

## Сертификации и продажи
}
| Регион | Сертификация  | Продажи  |
| --- | ------------- | -------- |
| Австралия (ARIA) | Платиновый    | 70 000^  |
| Австрия (IFPI Austria) | Золотой       | 25 000*  |
| Бельгия (BEA) | Платиновый    | 50 000*  |
| Дания (IFPI Danmark) | Золотой       | 45 000   |
| Германия (BVMI) | Платиновый    | 500 000^ |
| Италия (FIMI) | Платиновый    | 50 000   |
| Новая Зеландия (RMNZ) | 3× Платиновый | 90 000   |
| Испания (PROMUSICAE) | Золотой       | 25 000^  |
| Великобритания (BPI) | Платиновый    | 778,942  |
| * Данные о продажах приведены только на основе сертификации. · ^ Данные о тиражах приведены только на основе сертификации. · Данные о продажах + прослушиваниях приведены только на основе сертификации. |               |          |

## Кавер и видео Bad Wolves
Американская рок-группа Bad Wolves выпустила кавер «Zombie» на лейбле Eleven Seven Records как второй сингл с их дебютного альбома Disobey. В ночь своей смерти, 15 января 2018, Долорес О’Риордан оставила голосовое сообщение своему другу, менеджеру Eleven Seven Records, Дэну Уэйту, который ранее передал ей запись группы для прослушивания и аккредитации. В сообщении она говорила, что ей понравилось исполнение Bad Wolves, и что «это звучит чертовски здорово».
В записи кавера планировалось участие Долорес О’Риордан, однако он был выпущен без её вокала, как дань памяти. Bad Wolves немного изменили слова, например, добавив упоминание дронов, как орудия уничтожения; изменив строку «since 1916» (отсылка на Пасхальное восстание 1916) на «in 2018» (отсылка на дату выхода альбома Disobey). «Она была действительно впечатлена тем, что народы, возможно, изменились, но мы продолжаем вести те же войны сегодня», — говорит солист Bad Wolves Томми Векст.
Смерть Долорес О’Риордан в день, когда должен был быть записан её вокал, вызвала спор между менеджером Bad Wolves и звукозаписывающей компанией о том, следует ли выпускать этот трек. «Мы почти отказались от песни. Мы не знали, что с этим делать»,— говорит Томми Векст. Группа решила, что лучшее, что можно сделать, это выпустить кавер с доходом в пользу детей Долорес О’Риордан. «Это был способ, как мы могли попытаться сделать что-то позитивное в такой трагической ситуации», — солист Томми Векст. Кавер был выпущен на той же неделе, когда умерла Долорес О’Риордан, после чего Bad Wolves впервые попали в чарт Hot 100.
В видеоклипе (режиссёр Уэйн Айшем) в тёмной комнате появляется женщина в золотом макияже и золотом платье, как в оригинальном клипе «Zombie». Исполнитель Томми Векст и женщина пытаются коснуться друг друга, но не могут этого сделать — между ними стена. Женщина выводит на стене цифры «1-15-18» — дата смерти Долорес О’Риордан.

## Культурное влияние
- В треке Эминема «In Your Head» студийного альбома Revival присутствуют Семплы из песни; само название трека «In Your Head» взято из припева «Zombie».
- Группа Bad Wolves сделала кавер-версию песни, посвящённую памяти Долорес О’Риордан, и переводит все поступления с неё детям Долорес[61].

## Список композиций
1. «Zombie» — 5:06
2. «Away» (не вошла в альбом, позже была использована в фильме «Бестолковые») — 2:39
3. «I Don’t Need» (не вошла в альбом) — 3:31